# Грос-Бухвальд
Грос-Бухвальд (нім. Groß Buchwald) — громада в Німеччині, розташована в землі Шлезвіг-Гольштейн. Входить до складу району Рендсбург-Екернферде. Складова частина об'єднання громад Бордесгольм.
Площа — 8,95 км2. Населення становить 353 ос. (станом на 31 грудня 2020).